# Amforă

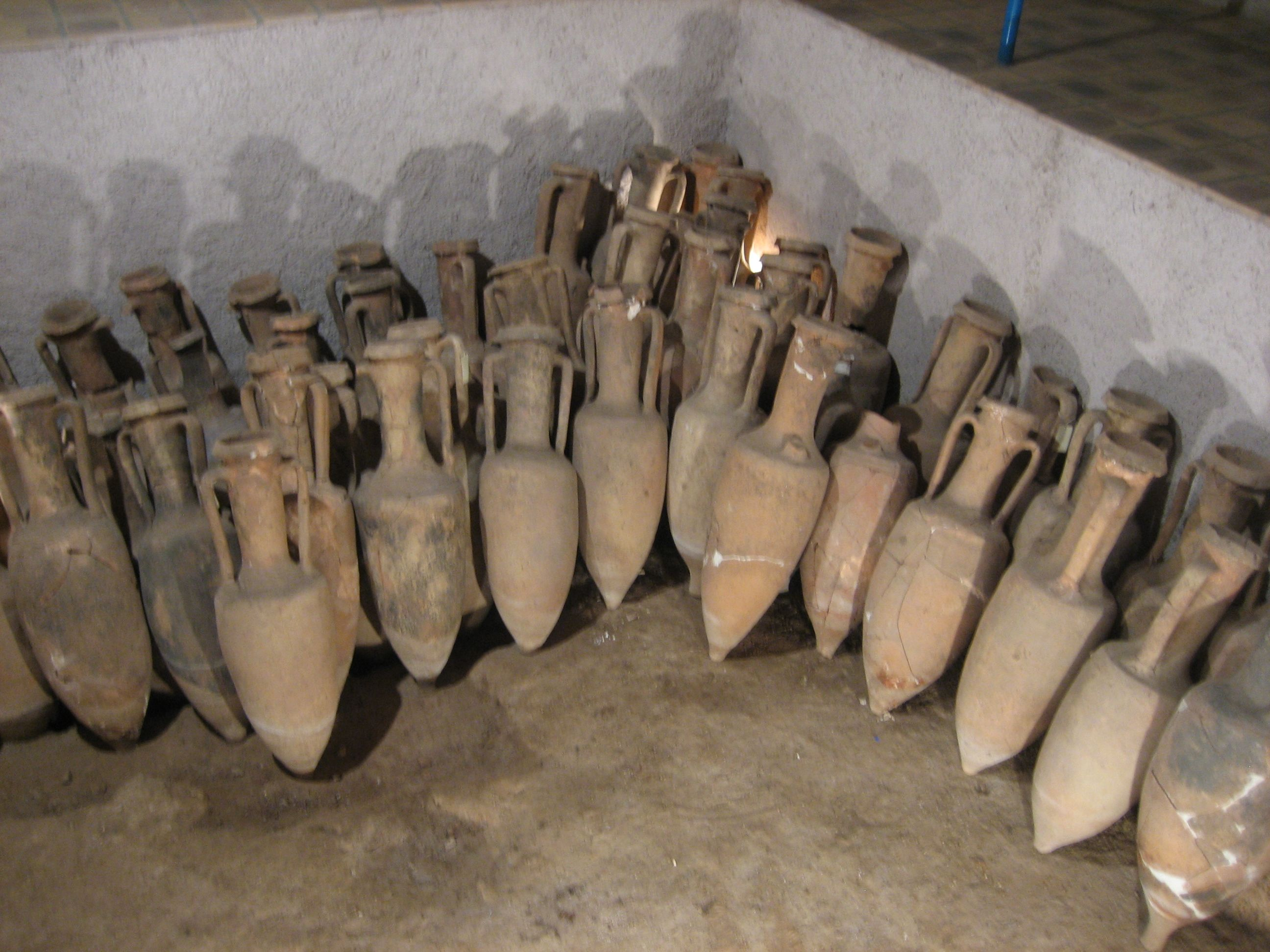
Amforele antice pentru transportul naval

Amfora este un vas mare, de lut ars, de formă ovoidală, sferică sau alungită, cu fundul adesea ascuțit, cu două toarte simetrice, utilizat în antichitate, în care se păstrau și se transportau vin, ulei, garum, diverse cereale etc. În perioada romană, amforele din ceramică aveau o capacitate de circa 26 de litri.
Când se transporta pe corăbii, amfora era așezată în rastele iar atunci când se depozita în pivnițe era înfiptă în nisip. Gura amforelor se închidea cu un dop de lemn de plută, smolit, bine legat și apoi acoperit cu argilă fină sau ipsos. Pe gâtul amforelor se făcea o inscripție cu vopsea, de regulă roșie sau castanie, care indica numele negustorului, locul de producție și capacitatea amforei.
Pentru că nu peste tot există o suprafață plată, grecii făceau amforele cu un picior ascuțit care putea fi înfipt aproape 10 cm în pământ, iar amfora stătea foarte bine fără să se răstoarne. În plus, în partea de jos a piciorușului amforei se depuneau sedimentele vinului, astfel că în momentul când se vărsa vinul din amforă, sedimentele rămâneau acolo și nu se amestecau cu restul conținutului.
De regulă, amforele se refoloseau, însă cele care erau utilizate pentru păstrarea uleiului de măsline nu puteau fi reciclate, deoarece erau prea impregnate cu ulei, lucru care le făcea extrem de lipicioase și mirositoare, astfel că se aruncau. La periferia Romei, lângă Horrea Galbae, la mică distanță de malul estic al râului Tibru, se află o movilă enormă, cu înălțimea de 35 m, denumită Monte Testaccio, formată în întregime din amfore romane în care se stocase ulei de măsline. Se estimează că dealul, cu o circumferință de aproape un kilometru la bază, conține resturile a 100 de milioane de amfore de ulei de măsline.